# Franz Dietrich
Franz Eduard Christoph Dietrich (* 2. Juli 1810 in Strauch bei Großenhain; † 27. Januar 1883 ebenda) war ein deutscher Orientalist und protestantischer Theologe.

## Leben
Nach dem Schulbesuch in Schulpforta von 1823 bis 1829 studierte Franz Dietrich von 1829 bis 1832 in Leipzig und Halle und schloss dieses im April 1833 mit dem theologischen Examen ab. Danach war er zunächst von 1834 bis 1836 eine Stelle als Hauslehrer im Haushalt von Bethmann-Hollwegs in Bonn tätig, bevor er sich weiter seiner akademischen Karriere widmete. Dietrich ging nach Marburg und wurde an der dortigen Universität 1838 zum Dr. phil. promoviert und zeitgleich für germanische und semitische Sprachen habilitiert. Es folgte 1838 die Anstellung als Privatdozent, danach 1844 als außerordentlicher und schließlich von 1848 bis 1875 als ordentlicher Professor an der dortigen philosophischen Fakultät. Parallel lehrte er ab 1859 bis 1883 als ordentlicher Professor alttestamentliche Exegese und orientalische Sprachen an der theologischen Fakultät. Zusätzlich zu seiner Studien- und Lehrtätigkeit übernahm Dietrich weitere Funktionen an der Marburger Universität, so war er einerseits Stipendiatentenmajor, Repetent und Ephorus an der Hessischen Stipendiatenanstalt, und war andererseits wiederholt als Dekan an der philosophischen und der theologischen Fakultäten tätig.
Dietrich wurden 1846 von der Universität Marburg ein D. theol. und von der Universität Heidelberg ein theologisches Lizenziat verliehen, beide Titel ehrenhalber.
1880 wurde Dietrich Ehrenmitglied des Akademischen Vereins für Studierende der neueren Philologie zu Marburg, der heutigen Marburger Burschenschaft Rheinfranken.

## Werke
- Altnordisches Lesebuch mit Grammatik und Glossar (Leipzig 1843, 2. Aufl. 1864)
- Abhandlungen für semitische Wortforschung (Leipzig 1844)
- Abhandlungen zur hebräischen Grammatik (Leipzig 1846)
- Morgengebete der alten syrischen Kirche (Leipzig 1864)
- Über die Aussprache des Gotischen (Marburg 1862)
- De Sanchoniathonis nomine (Marburg 1872)

Herausgeber
- Gesenius: Hebräisch-chaldäischem Handwörterbuch. 5. bis 7. Aufl. (Leipzig 1855–1868)